# Kaoru Shinoda
Kaoru Shinoda (篠田薫?, Shinoda Kaoru; Prefettura di Aichi, 24 giugno 1944) è un attore e doppiatore giapponese.

## Biografia
Nato ad Aichi, si è diplomato all'Accademia delle arti dello spettacolo. Fa parte della società cooperativa di tutela degli attori di Tokyo.

## Filmografia

### Cinema
- Shintaro Katsu's Zatoichi (座頭市?, Zatōichi), regia di Shintarō Katsu (1989)

### Televisione
- Kamen Rider V3 (仮面ライダーV3?, Kamen Raidâ bui surî) – serie TV, episodio 1x01 (1973)
- Daitokai - Tatakai no hibi (大都会 シリーズ?, Daitokai - Tatakai no hibi) – serie TV, episodio 2x50 (1978)
- Saiyûki (日本語?, Saiyûki) – serie TV, episodio 2x14 (1980)
- Secret Detective – serie TV, episodio 1x02 (1981)
- Chikyu sentai Fiveman (地球戦隊ファイブマン?, Chikyū Sentai Faibuman) – serie TV, episodio 2x14 (1990)
- Winspector (特警ウインスペクタ?, Tokkei Winspector) – serie TV, 49 episodi (1990–1991)
- Kyōryū sentai Zyuranger (恐竜戦隊ジュウレンジャー?, Kyōryū sentai Jūrenjā) – serie TV, 47 episodi (1992–1994)
- Ninja Sentai Kakuranger (忍者戦隊カクレンジャー?, Ninja Sentai Kakurenjā) – serie TV, episodio 1x13 (1994)
- Chouriki Sentai Ohranger (超力戦隊オーレンジャー?, Chôriki sentai Ôrenjâ) – serie TV, episodio 1x31 (1995)
- Choukou Senshi Changéríon (超光戦士シャンゼリオン?, Chōkō Senshi Shanzerion) – serie TV, episodio 1x27 (1996)
- Shinsengumi! (新選組!?, Shinsengumi!) – serie TV, episodio 1x01 (2004)
- The Confidence Man JP (コンフィデンスマンJP?, The Confidence Man JP) – miniserie TV, episodio 1x01 (2018)
- Daughter Of Lupin (ルパンの娘?, Lupin No Musume) – serie TV, episodio 1x02 (2019)

### Doppiaggio
- Faucet Chuck in Ohranger vs. Kakuranger (?, Chôriki sentai Ohranger Vs Kakuranger)
- Amehoshi in Seijuu Sentai Gingaman (星獣戦隊ギンガマン?, Seijū Sentai Gingaman)

## Doppiatori italiani
Nelle versioni in italiano delle opere in cui ha recitato, Kaoru Shinoda è stato doppiato da:
- Alberto Olivero in Winspector